# Saint-Angel (Corrèze)
Saint-Angel è un comune francese di 705 abitanti situato nel dipartimento della Corrèze nella regione della Nuova Aquitania.

## Società

### Evoluzione demografica
Abitanti censiti